# أرتور تشافيز تشافيز
أرتور تشافيز تشافيز هو محامي ووزير وسياسي مكسيكي، ولد في 4 سبتمبر 1960 في تشيهواهوا في المكسيك. نشط حزبياً في حزب العمل الوطني.